# Эспиноса, Мануэль
Мануэль Эспиноса Батиста (исп. Manuel Espinosa Batista, 12 сентября 1857 — 27 ноября 1919) — колумбийский фармацевт, один из основателей независимой Панамы.

## Биография
Родился в 1857 году в Картахене; его родителями были Мануэль Эспиноса и Пурификасион Батиста. В возрасте 13 лет переехал на Панамский перешеек. В 1882 году открыл собственную аптеку на центральном проспекте города Панама. В 1897—1898 годах был членом городского совета. Поддерживал контакт со сторонниками отделения от Колумбии: именно на заднем дворе его аптеки Хосе Агустин Аранго проводил встречи с прочими заговорщиками.
Вечером 3 ноября 1903 года в городе Панама было провозглашено отделение Панамы от Колумбии. Узнав о происходящем, глава Муниципального совета округа Панама Деметрио Брид собрал 4 ноября 1903 года открытое заседание Муниципального совета на городской площади, где была избрана Временная правящая хунта Панамы, состоящая из Хосе Агустина Аранго, Федерико Бойда и Томаса Ариаса. Затем в состав Хунты был введён Мануэль Эспиноса Батиста, который замещал Бойда с 9 ноября по 7 декабря.

## Память
16 декабря 1924 года Национальная Ассамблея Панамы приняла решение об установке бронзового бюста Мануэля Эспиносы Батисты на Площади Независимости в столице страны наряду с бюстами прочих членов Временной Хунты и бюстом первого президента.
В его честь в столице названы проспект и общественная школа.